# Вікова сосна (пам'ятка природи)
«Вікова сосна» — один з об'єктів природно-заповідного фонду Київської області, ботанічна пам'ятка природи місцевого значення.

## Історія та розташування
Пам’ятка знаходиться на території Дорогинського лісництва ДП «Фастівське лісове господарство» – квартал 29 виділ 9 в адміністративних межах Дорогинської сільської ради Фастівського району, її площа 0,02 га. 
Оголошено рішенням Київського облвиконкому від 18 грудня 1984 р. № 441 «Про класифікацію і мережу територій та об’єктів природно-заповідного фонду області».

## Опис
Пам'ятка є сосною звичайною орієнтовним віком 160 років, висотою 34 м, діаметром 104 см, насіннєвого походження, з добре розвинутою кроною.